# Jerome Baker
Jerome Baker (Cleveland, 25 dicembre 1996) è un giocatore di football americano statunitense che milita nel ruolo di linebacker per i Tennessee Titans della National Football League (NFL).

## Carriera

### Miami Dolphins
Baker fu scelto nel corso del terzo giro (73º assoluto) del Draft NFL 2018 dai Miami Dolphins. Debuttò come professionista partendo come titolare nella settimana 1 contro i Tennessee Titans mettendo a segno 6 tackle. Nella settimana 4 ebbe un massimo stagionale di 10 placcaggi nella vittoria sui New England Patriots. Nel turno successivo mise a referto 7 tackle e 2 sack contro i Cincinnati Bengals. Il 4 novembre mise a segno il primo intercetto in carriera contro i New York Jets nella settimana 9. La sua stagione da rookie si concluse con 79 tackle, 3 passaggi deviati, 3 sack, un intercetto e un touchdown disputando tutte le 16 partite, di cui 11 come titolare.
Nella settimana 2 della stagione 2019 contro i New England Patriots, Baker guidò la squadra con 12 tackle. Nella settimana 15 contro i New York Giants guidò la squadra con 12 placcaggi e intercettò Eli Manning nella sconfitta per 36–20. Concluse l'annata con 126 tackle, 4 passaggi deviati, 2 fumble forzati, 1,5 sack e un intercetto.
Nella settimana 1 della stagione 2020 contro i Patriots, Baker mise a segno 16 placcaggi, un sack sul quarterback Cam Newton e forzò un fumble del wide receiver N'Keal Harry nella endzone.
Nel 14º turno contro i Kansas City Chiefs guidò Miami con 9 tackle e fece registrare 2,5 sack su Patrick Mahomes. Uno di quei sack risultò in una pardita di 30 yard.
Il 13 giugno 2021 Baker firmò un rinnovo contrattuale triennale del valore di 39 milioni di dollari. Alla fine di dicembre fu premiato come difensore del mese della AFC in cui mise a segno 12 tackle (6 con perdita di yard) e 3,5 sack in 3 partite. La sua annata si chiuse con 84 tackle e un nuovo primato personale di 5,5 sack.
Nel settimo turno della stagione 2023 Baker mise a segno un intercetto su Jalen Hurts dei Philadelphia Eagles, ritornando il pallone in touchdown.

### Seattle Seahawks
Il 16 marzo 2024 Baker firmò con i Seattle Seahawks un contratto di un anno del valore di 7 milioni di dollari.

### Tennessee Titans
Il 23 ottobre 2024 Baker, assieme a una scelta del quarto giro, fu scambiato con i Tennessee Titans per  Ernest Jones.

## Palmarès
- Difensore della AFC del mese: 1

dicembre 2021